# Dyke Mountain
Der Dyke Mountain ist ein Berg im ostantarktischen Viktorialand. Er ragt südlich des Walcott-Gletschers in der Royal Society Range auf.
Das New Zealand Antarctic Place-Names Committee benannte ihn. Der weitere Benennungshintergrund ist nicht überliefert.